# 6 Batalion Telegraficzny

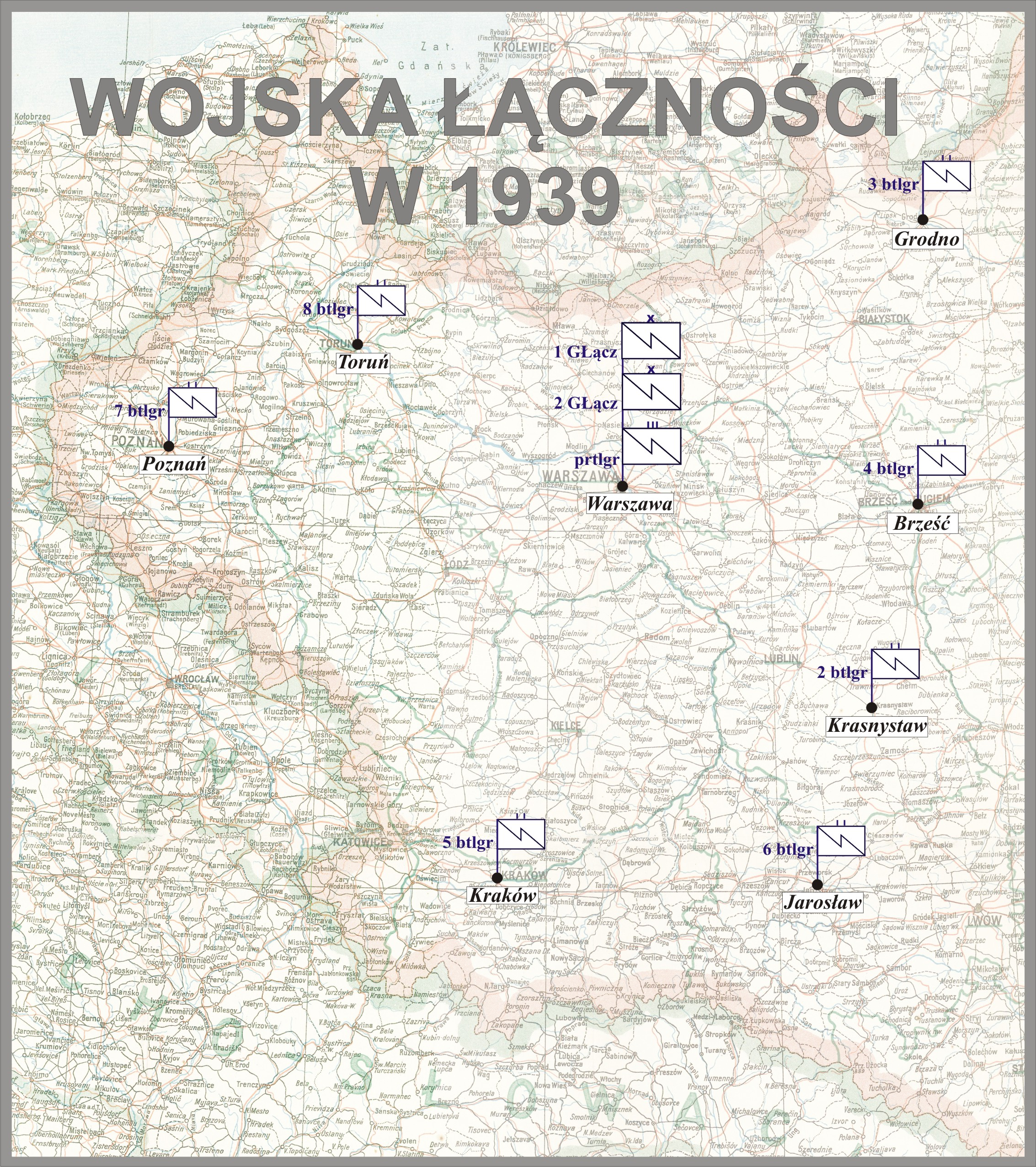
Wojska Łączności w 1939 przed wybuchem II wś

6 batalion telegraficzny (6 btlgr) – oddział łączności Wojska Polskiego w II Rzeczypospolitej.

## Formowanie i zmiany organizacyjne
Po rozformowaniu 2 pułku łączności (24 września 1930 roku) wchodzący dotychczas w jego skład II batalion został samodzielnym oddziałem. W tym samym roku na podstawie rozkazu szefa łączności Ministerstwa Spraw Wojskowych oddział został przemianowany na 6 batalion.
Jesienią 1937 roku została zlikwidowana kadra kompanii szkolnej, a w jej miejsce utworzona 5 kompania liniowa.

## Żołnierze batalionu
Dowódcy batalionu
- ppłk łącz. Wacław Świętochowski (do XI 1933[3] → dyspozycja Ministra Poczt i Telegrafów[4])
- ppłk łącz. Jan Kaczmarek (XI 1933[3] - 2 XI 1934 → komendant CWŁącz)
- ppłk łącz. Aleksander Stanisław Kornel Stebelski (1 XII 1934[5] - 20 X 1935)
- mjr / ppłk łącz. Wiktor Jakub Bernacki (20 X 1935[3] – 1939[6])

Zastępcy dowódcy batalionu
- mjr łącz. Zygmunt Franciszek Chimiak (do 1937[7])
- mjr łącz. Eugeniusz Wiktor Łysak (1937[2] - 1939[6])

Kwatermistrzowie batalionu
- kpt. / mjr łącz. Tadeusz Józef Jan Jakubowski (do 1937[8])
- kpt. / mjr. łącz. Józef I Wilk (1937[2] – 1939[6])

Oficerowie batalionu
- kpt. łącz. rez. Tadeusz Porembalski
- ppor. łącz. rez. inż. Gustaw Tadeusz Stanisław Hantke †1940 Charków[9]
- ppor. łącz. rez. Mieczysław Obarski
- ppor. łącz. rez. Stanisław Wajda
- ppor. łącz. rez. Marian Spojda †1940 Katyń

Pokojowa obsada personalna batalionu w marcu 1939
- dowódca batalionu – ppłk łącz. Wiktor Jakub Bernacki
- I zastępca dowódcy – mjr łącz. Eugeniusz Wiktor Łysak
- adiutant – kpt. Bronisław Kazimierz Nanowski
- lekarz – por. lek. Maksymilian Eugeniusz Herold
- II zastępca dowódcy [kwatermistrz] – mjr łącz. Józef I Wilk
- oficer mobilizacyjny – por. Bohdan Marek Kruszyński
- zastępca oficera mobilizacyjnego – por. Zenon Podziewski
- oficer administracyjno-materiałowy – kpt. piech. Władysław Paleski
- oficer gospodarczy – kpt. int. Feliks Gutmeyer
- dowódca kompanii obsługi – chor. Józef Krytel
- dowódca 1 kompanii – kpt. Stanisław Iwański
- dowódca plutonu – ppor. Władysław Wrzesiński
- dowódca 2 kompanii – por. Mieczysław Ziemowit Rebajn
- dowódca plutonu – ppor. Aleksander Pawłowicz
- dowódca plutonu – ppor. Jan Wojno
- dowódca 3 kompanii – por. Bogumił Julian Henrich
- dowódca plutonu – ppor. Jan Bartłomiej Kapsa
- dowódca plutonu – ppor. Julian Wiktor Wortmann
- dowódca 4 kompanii – por. Bronisław Ryszard Zajączyński
- dowódca plutonu – ppor. Franciszek Czyżkowski
- dowódca plutonu – ppor. Franciszek Kowalczyk
- dowódca plutonu – ppor. Włodzimierz Latyński
- dowódca 5 kompanii – por. Władysław Wacław Paprocki
- dowódca plutonu – ppor. Jan Klejno
- komendant parku – kpt. adm. (piech.) Wincenty Kozłowski
- na kursie oficerów sportowych w AWF – por. łącz. Maksymilian Szoc[12]

## Symbole batalionu

### Sztandar
23 maja 1937 roku Prezydent RP Ignacy Mościcki zatwierdził wzór sztandaru 6 btlgr. 18 czerwca 1937 roku, w Warszawie, marszałek Polski Edward Śmigły-Rydz wręczył dowódcy baonu sztandar ufundowany przez społeczeństwo Jarosławia i Przeworska.
Na lewej stronie płatu sztandarowego są umieszczone: w prawym górnym rogu na tarczy wizerunek Matki Boskiej Częstochowskiej, w lewym górnym rogu na tarczy znak wojsk łączności, w prawym dolnym rogu na tarczy herb Jarosławia, w lewym dolnym rogu na tarczy herb Przeworska, na dolnym ramieniu krzyża kawalerskiego napis: „Płoskirów 6 VIII 1920”.
Wrześniowe losy sztandaru opisane są w dwóch notatkach.
Relacja z Banknock: cyt.: "6 Batalion Telegraficzny, 7 Batalion Telegraficzny. - Sztandary przewiezione zostały we wrześniu 1939 na Węgry przez mjra Eugeniusza Łysaka, po czym drogą dyplomatyczną odesłane do Francji".
Notatka ppor. J. Dobrowolskiego, ppor. Jana Bartłomieja Kapsy i mjr. Eugeniusza Łysaka sporządzona 13 października 1939 roku w obozie w Csiz-Furdo o treści: „stwierdzamy, że w dniu 13 X 1939 r. zostały przekazane przez mjr. Eugeniusza Łysaka panu gen. bryg. Dembińskiemu, komendantowi obozu internowanych na Węgrzech 2 (dwa) sztandary wojskowe, tj. 6 Baonu Telegr. Jarosław i 7 Baonu Telegr. Poznań”.
Sztandar aktualnie eksponowany jest w Instytucie gen. Sikorskiego w Londynie.

### Odznaka pamiątkowa
19 czerwca 1937 roku minister spraw wojskowych, gen. dyw. Tadeusz Kasprzycki zatwierdził wzór i regulamin odznaki pamiątkowej 6 btlgr. Odznaka o wymiarach 40x40 mm ma kształt równoramiennego krzyża pokrytego czarną emalią z chabrowym obrzeżem. W centrum herb Jarosławia w srebrnym wieńcu. Krzyż nałożony na złotą tarczę słoneczną z czterema błyskawicami o grotach skierowanych na zewnątrz. Trzyczęściowa - oficerska, wykonana w tombaku srebrzonym i emaliowana. Medalion z herbem przytwierdzony nitami, od spodu przykręcona promienista tarcza, na której wybity numer nadania. Wykonanie: Zjednoczeni Grawerzy - Warszawa.